# 斯派斯瓦利鎮區 (印地安納州勞倫斯縣)
斯派斯瓦利鎮區（英語：Spice Valley Township）是位於美國印地安納州勞倫斯縣的一個行政鎮區。

## 地方資料
根據2010年美國人口普查的數據，斯派斯瓦利鎮區的面積為184.50平方千米，當中陸地面積為182.20平方千米，而水域面積為2.30平方千米。當地共有人口2423人，而人口密度為每平方千米13.13人。